# La metà ignota
La metà ignota (Echo) è un film per la televisione del 1997 diretto da Charles Correll.

## Trama
Due fratelli gemelli, Max e Steven Jordan sopravvivono all'incidente automobilistico in cui i suoi genitori hanno perso la vita. Trent'anni dopo, Max è felicemente sposato con Olivia dopo essere stato cresciuto dagli zii Len e Ruth, trascurando Steven a causa di mancanza di cure. Così in preda alla follia Steven uccide gli zii e rapisce Max per sostituirsi a lui, portando Olivia a sospettarsi di qualcosa.